# Olle Länsberg
Olle Elmar Länsberg (Näsby, 28 marzo 1922 – Höganäs, 28 settembre 1998) è stato uno scrittore e sceneggiatore svedese.

## Romanzi e sceneggiature
- Bröllopet (1973) (traduzione letterale: "Le nozze"), sceneggiatura
- Adamsson i Sverige (1966) (traduzione letterale: "Adamo in Svezia"), sceneggiatura e romanzo omonimo
- Il mio caro John (1964) (titolo originale Käre John, romanzo da cui è stato tratto il film)
- Bock i örtagård (1958), sceneggiatura
- Restaurant Intim (1950), sceneggiatura e romanzo omonimo
- Città portuale (1948) (titolo originale Hamnstad, sceneggiatura e romanzo dal titolo Guldet och murarna da cui è stato tratto il film sotto la regia di Ingmar Bergman)
- Rallare (1947), film tratto dal suo romanzo Nordanvind